# Беттини, Гонсало
Гонсало Беттини (исп. Gonzalo Bettini; род. 26 сентября 1991, Буэнос-Айрес) — аргентинский футболист, защитник. Ныне выступает за аргентинский клуб «Атлетико Сармьенто».

## Клубная карьера
Гонсало Беттини начинал карьеру футболиста в клубе «Банфилд». 12 декабря 2011 года он дебютировал в аргентинской Примере, выйдя в основном составе в гостевом матче с «Колоном». По итогам же сезона 2011/12 «Банфилд» вылетел из Примеры, и следующие два года защитник вместе с командой провёл в Примере B Насьональ. 6 марта 2016 года Беттини забил свой первый гол на высшем уровне, открыв счёт в гостевом поединке против клуба «Росарио Сентраль».
В середине 2018 года защитник перешёл в «Росарио Сентраль».

## Достижения
«Банфилд»
- Победитель Примеры B Насьональ (1): 2013/14